# Vent Terral
 (mars 2021).
 (septembre 2024).
Si vous disposez d'ouvrages ou d'articles de référence ou si vous connaissez des sites web de qualité traitant du thème abordé ici, merci de compléter l'article en donnant les références utiles à sa vérifiabilité et en les liant à la section « Notes et références ».
Vent Terral est une association culturelle occitane créée en 1973 dans le Ségala. Son siège actuel est à Valence-d'Albigeois.
Une initiative d'auteurs qui voulaient vivre au pays l'aventure de la création, à la croisée des genres et des parlers divers. Une volonté d'enracinement et d'ouverture et une production sens frontières, d'Allemagne à l'Afghanistan, d'Israël au Maghreb, de Gascogne à l'Auvergne, pour la recherche, la création et l'écriture, l'élaboration d'un matérial pédagogique et las animations publiques et scolaires. Une maison d'édition, qui avec la participation de tous, a permis la publication d'une centaine de titres : poésie, romans, contes et récits, nouvelles, essais, linguistique, histoire, philosophie...
Vent Terral fait partie du collectif Convergence occitane.
Vent Terral, en lengue d'òc, le mistral, vent de la terre: écho des cris et du murmure des hommes, des bruits des métiers et du bourdonnement des activités, mémoire des espaces traversés.

## Documents
- Occitans sens o saber ?, Maria Clara Viguièr.
- Retrach del colonisat, Albert Memmi.
- Lo Manifèst del partit comunista, Karl Marx / Friedrich Engels.
- Portulan, itinerari en Orient, Rotland Pecot.
- Nani Monsur, Robèrt Lafont.
- Lo Miralhet, Ramon Gogaud.

## Nature
- Terre promise, terre offerte ou l’espace de la santé, Gérard Dupuy.
- Les gorges du Viaur, Edmond Cabié.

## Langue
- Lire et écrire l'occitan, Raimon Chatbèrt.
- Éléments de phonétique de l’occitan, Robèrt Lafont.
- Anthologie de la prose occitane du Moyen Âge, Pèire Bèc.
- Proverbes de l'Aude, Loís Alibèrt.
- Questions de lenga, Ramon Chatbèrt.
- Les noms de lieux du Tarn, Ernest Nègre.
- Diga-me, diga-li (Methode audiovisuelle d’enseignement de l'occitan pour les enfants), Sèrgi Carles.

## Paratge
- Lo Decameronet, Robèrt Lafont.
- Comba Granda, Leopòld Durand.
- Comba Granda II, Leopòld Durand.
- L’ospitau, Pèire dau Mazèu.
- Solèu roge, Carles Camprós.
- Lo cabrièr de las paraulas, Joan Bernat Vaselhas.
- Lo Salvatjon / L’Innocent, L. Durand / P. Calmette.
- Contes de Gaulena, Ernest Nègre.
- La mòrt causida, Glaudi Assemat.
- Ma mòrt, ma miga, mon amor, J. Bernat Vaselhas.
- Lo peis de boès, dins lo metrò, Ives Roqueta.
- La Coa de la Cabra, Cristian Laus.
- La tèrra deis autres, Claude Barsotti.

## Viure al país (vivre au pays)
- Les Secrets du Capitole, Claude Llabres
- Jaurés e Occitània, Jòrdi Blanc.
- Escrichs, Pèire Pessamessa.
- Los carbonièrs de La Sala, Ives Roqueta.
- Las cronicas de Viure, Ives Roqueta.
- La cosina a vista de nas, Enriqueta Guilhèm.

## Cercamon
- Cresi pas que los muts, Je ne crois que les muets, Jòrdi Blanc.
- Còr singlar Cœur sanglier, Jòrdi Blanc.
- Las renadivas, Rosalina Roche.
- Solstici d’amor, Jòrdi Blanc.
- Tròbas del reumàs aücaire, Isorimas esternudairas, Sèrgi Rossèl.
- Direm a la nòstra nena, Louisa Paulin.
- Cronicas dau reire-jorn, Chroniques à contre-jour, Serge Bec.
- La vida en tecnicolor, La vie en technicolor, J. Bernat Vaselhas.
- Poemas d’amor e de mòrt, Poèmes d’amour et de mort, Sèrgi Carles.

## Mirondèla
- Voyages en pays Rabastinois, Travels in Rabastens country, Photographies de Thierry Pons.
- Pròsas geograficas, Proses géographiques, Jòrgi Reboul.
- Bestiari, aubres, vinhas, Bestiaire, arbres, vignes, Joan Maria Petit / Pèire Francés.
- Cants de nòstrei, pòbles encabestrats, Chants de nos, peuples enchevêtrés, Serge Bec.

## Cric e crac
- Los tres gendres del Paure Òme, Ives Roqueta.
- L’orsa, Alexandre Poshquin.
- Lo Princilhon, Antoine de Saint-Exupéry. (Revirat del francés per Jòrdi Blanc)
- Besadieu, Francés Gasanhas.
- La desqueta de la mameta, Francés Gasanhas.
- Jo me’n vau entau mercat, Anonim.

## Cacalàs
- Juli Omenàs, Joan Loïs Racouchot
- Juli d’Omenac, o pren pas per rire, Joan Loïs Racouchot.
- Las passejadas de Martin de Castanet al pont d’Arcòla, Cristian Laus / Capelon.
- Las passejadas de Martin de Castanet en Egipte, Cristian Laus / Francés Piquemal.
- Juli Omenàs fai tirar, J. Loïs Racouchot.
- Juli Omenàs : e òc es la vida ! J. Loïs Racouchot.
- Lo Guston de Brasucada. Vacanças, Gui Balandram.
- Lo Guston de Brasucada. Lo Parisenc, Gui Balandram.